# Quilen
Quilen é uma comuna francesa na região administrativa de Altos da França, no departamento de Pas-de-Calais. Estende-se por uma área de 4,06 km². Em 2010 a comuna tinha 62 habitantes (densidade: 15,3 hab./km²).